# 茨城県道331号三妻停車場線
茨城県道331号三妻停車場線（いばらきけんどう331ごう みつまていしゃじょうせん）は、茨城県常総市にある関東鉄道常総線三妻駅と接続する県道である。

## 概要
本路線は、関東鉄道常総線三妻駅から国道294号までを東西に結ぶ、延長0.54 キロメートル (km) の一般県道である。
三妻駅へアクセスする道路であると同時に、周辺住民の生活道路でもある。三妻駅周辺は特に目立たず、県道であることを示す現地の道路標識は設置されていない。

### 路線データ
- 起点：常総市三坂町字嘉左エ門町1671番1（三妻駅）[1]
- 終点：常総市三坂町字十一区5104番地先（国道294号交点 三坂新田西交差点）[1]
- 総延長：0.540 km[1]
- 重用延長：なし[2]
- 未供用延長：なし[2]
- 実延長：0.540 km[1]
- 自動車交通不能区間延長[注釈 1]：なし[2]

## 歴史
1959年（昭和34年）10月14日、新たな県道として水海道市三坂町の三妻停車場を起点とし、県道土浦岩井線交点（のちに県道土浦坂東線と改称）交点を終点とする区間を本路線とする県道三妻停車場線として茨城県が県道路線認定した。1995年（平成7年）に整理番号331となる。
2015年（平成27年）に、三妻停車場線の接続道路であった茨城県道123号土浦坂東線の旧道が、三妻バイパス開通による区域指定解除となったことにより、この旧道の一部を編入する形で三妻停車場線の指定区域が国道294号・三坂新田西交差点まで延長されて、それまでの延長109メートル (m) から544 mと路線延長も5倍にまで伸びている。

### 年表
- 1913年（大正2年）11月1日：三妻駅が開業する。
- 1923年（大正12年）4月1日：現在の路線の前身である上郷三妻停車場線が路線認定される。[3]
- 1959年（昭和34年）10月14日
  - 現在の路線が路線認定される（図面対象番号297）[4]。
  - 道路の区域は、水海道市三坂町の三妻停車場から水海道市三坂町の県道土浦岩井線交点までと決定された[5]。
- 1995年（平成7年）3月30日：整理番号349から現在の番号（整理番号331）に変更される[6]。
- 2015年（平成27年）2月26日：県道土浦坂東線の旧道指定解除に伴い、同旧道の常総市三坂町の一部区間（435 m）を追加編入。終点が、国道294号・三坂新田西交差点となる[1]。

## 地理

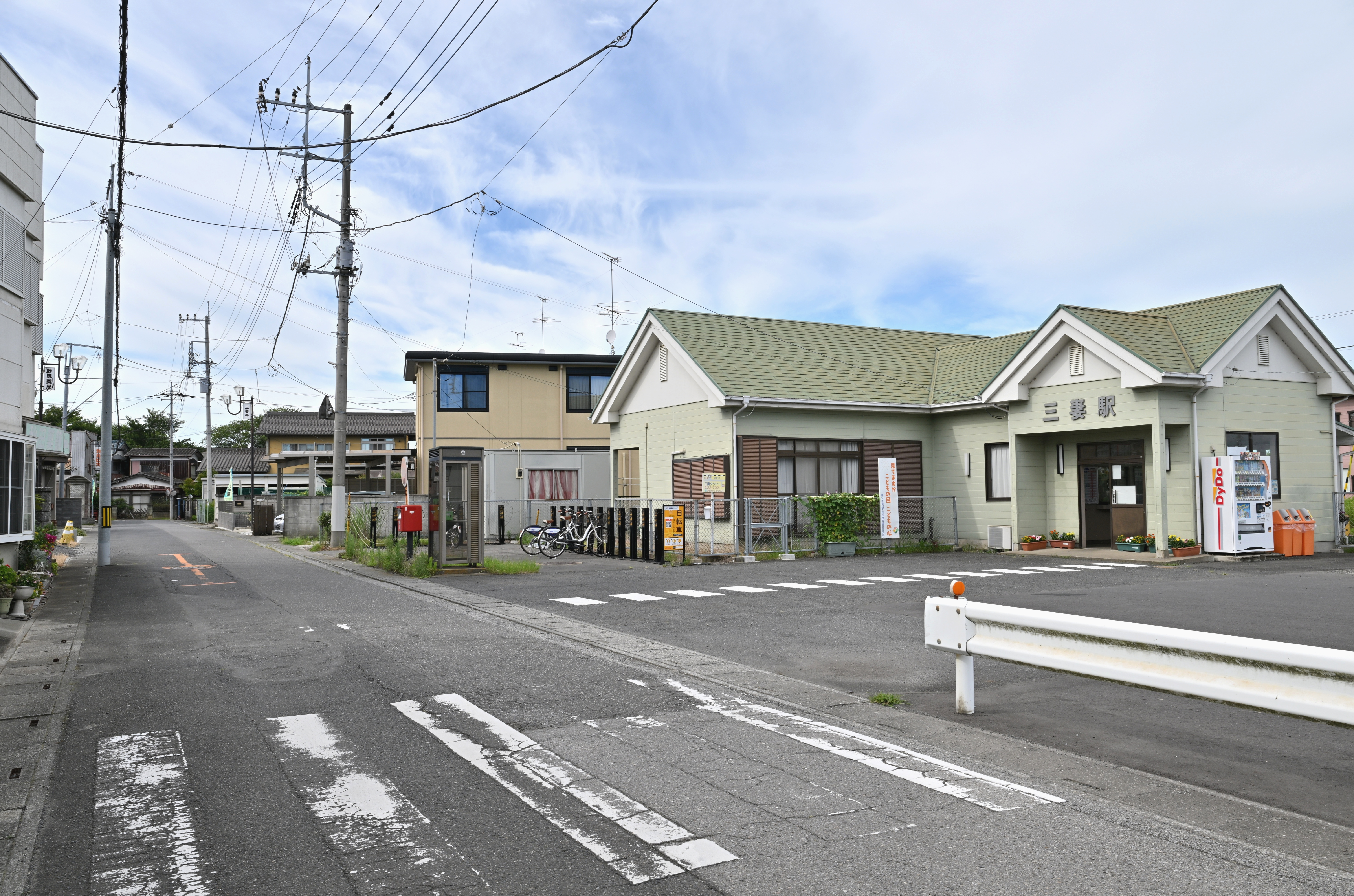
三妻駅と茨城県道331号三妻停車場線（常総市三坂町）

本路線は、常総市内の鬼怒川左岸（東岸）の平坦な低地に位置する。三妻駅前の住宅や商店が集まる閑静な宅地の中にあり、関東鉄道常総線の線路の西側で南北に並行する対向1.5車線の直線道路である。2015年から追加編入された三妻駅 - 国道294号の東西区間の道路周辺には水田が広がる。

### 通過する自治体
- 茨城県常総市

### 接続する道路
- 茨城県道123号土浦坂東線（終点）

### 沿線
- 関東鉄道常総線 三妻駅